# 2007年のアジアシリーズ

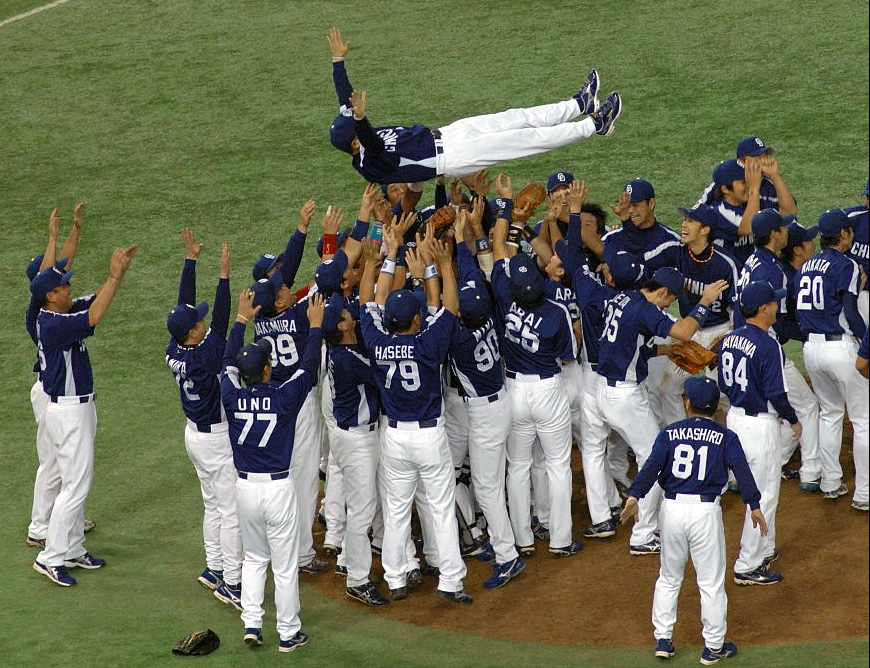
胴上げされる落合博満監督

「KONAMI CUP アジアシリーズ 2007」（コナミカップ アジアシリーズ2007）は、2007年11月8日から11月11日まで日本の東京ドームで行われたプロ野球のアジアチャンピオン決定戦の大会である。落合博満監督が率いる日本代表の中日ドラゴンズが優勝し、日本代表チームが3年連続でアジアシリーズを制覇した。最優秀選手（MVP）には井端弘和内野手が選ばれた。
なお、コナミがこの大会を最後に特別協賛から撤退した。

## 大会概要
- 試合日程:2007年11月8日から11月11日まで
- 試合会場:東京ドーム
- 主催:日本野球機構
- 後援:読売新聞社
- 特別協賛:コナミ
- 協賛:日本グッドイヤー、集英社
- 試合の方式:アジアシリーズ#試合方式参照
- 賞金
  - 優勝チーム 5000万円（他に優勝ペナント）
  - 準優勝チーム 3000万円
  - 第3位･4位チーム 1000万円
  - 最優秀選手 100万円

## 出場チーム
- 日本代表（日本選手権シリーズ優勝）・中日ドラゴンズ
  - 監督：落合博満
  - コーチ：森繁和、高代延博、田村藤夫、宇野勝、石嶺和彦、川相昌弘
  - 投手：川上憲伸、岡本真也、岩瀬仁紀、朝倉健太、中田賢一、鈴木義広、山井大介、石井裕也、平井正史、小笠原孝、久本祐一、高橋聡文
  - 捕手：小田幸平、谷繁元信、清水将海
  - 内野手：荒木雅博、立浪和義、井端弘和、新井良太、森野将彦、岩﨑達郎、中村紀洋
  - 外野手：李炳圭、平田良介、井上一樹、藤井淳志、上田佳範、中村公治
- 韓国代表（韓国シリーズ優勝）・SKワイバーンズ
  - 監督：金星根（キム・ソングン）
  - コーチ：李萬洙（イ・マンス）、加藤初、大田卓司、金敬起（キム・ギョンギ）、福原峰夫
  - 投手：金圓衡（キム・ウォンヒョン）、金京泰（キム・ギョンテ）、鄭大炫（チョン・デヒョン）、李永旭（イ・ヨンウク）、金廣鉉（キム・グァンヒョン）、賈得焔（カ・ドゥギョム）、曺雄天（チョ・ウンチョン）、蔡秉龍（チェ・ビョンヨン）、宋恩範（ソン・ウンボム）、尹吉鉉（ユン・ギルヒョン）、ケニー・レイボーン、マイク・ロマノ
  - 捕手：李宰元（イ・ジェウォン）、朴勍完（パク・ギョンワン）、鄭相昊（チョン・サンホ）
  - 内野手：羅州煥（ナ・ジュファン）、金東建（キム・ドンゴン）、鄭根宇（チョン・グヌ）、鄭慶培（チョン・ギョンベ）、崔廷（チェ・ジョン）、李昊俊（イ・ホジュン）、朴正権（パク・ジョングォン）
  - 外野手：金江珉（キム・ガンミン）、朴哉相（パク・ジェサン）、金宰炫（キム・ジェヒョン）、趙東和（チョ・ドンファ）、李晋暎（イ・ジニョン）、朴栽弘（パク・ジェホン）
- チャイニーズタイペイ（台湾）代表（台湾シリーズ優勝）・統一ライオンズ
  - 監督：呂文生
  - コーチ：呉俊良、張聲鎮、一色優、王坤堯ワン・クゥンヤオ、羅國璋
  - 投手：林正豐、林岳平、潘威倫、潘俊榮、沈柏蒼、ピーター・マンロー（彼得）、張志強、曹竣揚、蔡士勤、曾翊誠、顏淳浩、ネルソン・フィゲロア（費古洛）
  - 捕手：高政華、高志綱、楊博超
  - 内野手：陽森、陽東益、施金典、ティルソン・ブリトー（布雷）、許聖杰、王子菘、高国慶
  - 外野手：楊松弦、郭岱琦、陳連宏、黄甘霖、潘武雄、劉芙豪
- 中国代表・チャイナスターズ（中国野球リーグ選抜）
  - 監督：ジム・ラフィーバー
  - コーチ：ブルース・ハースト、ジャン・ジエン、イ・シェ、ワン・アイピン
  - 投手：呂建剛、王培、徐錚、李宏瑞、劉凱、張力、郭有華、陳坤、張雲峰、陳俊毅、于磊、卜涛
  - 捕手：張振旺、郝国臣、金利民
  - 内野手：孫煒、張玉峰、劉広標、陳彪、賈昱冰、侯鳳連、賈德龍、張伏佳
  - 外野手：孫嶺峰、馮飛、李磊、王超、張洪波

なお、中国シリーズの優勝チームは天津ライオンズ。

## 試合結果

### 予選リーグ
予選リーグは、Game 2で中日ドラゴンズが日本代表として初の敗戦を喫する波乱の展開となった。中日を破ったSKワイバーンズは残り2戦をコールド勝ちし、3連勝で決勝進出を決めた。これにより、残り2戦を勝った中日が2位で決勝進出となった。
| 順位 | 名称             | SKワイバーンズ | 中日ドラゴンズ | 統一ライオンズ | チャイナスターズ | 勝 | 分 | 負 | 得 | 失 |
| ---- | ---------------- | -------------- | -------------- | -------------- | ---------------- | -- | -- | -- | -- | -- |
| 1    | SKワイバーンズ   | -              | ○6-3           | ○13-1          | ○13-0            | 3  | 0  | 0  | 32 | 4  |
| 2    | 中日ドラゴンズ   | ●3-6           | -              | ○4-2           | ○9-1             | 2  | 0  | 1  | 16 | 9  |
| 3    | 統一ライオンズ   | ●1-13          | ●2-4           | -              | ○9-5             | 1  | 0  | 2  | 12 | 22 |
| 4    | チャイナスターズ | ●0-13          | ●1-9           | ●5-9           | -                | 0  | 0  | 3  | 6  | 31 |

※緑枠が決勝進出

#### Game 1（第1日）
- 11月8日 ●チャイナスターズ 5－9 統一ライオンズ○

|                  | 1 | 2 | 3 | 4 | 5 | 6 | 7 | 8 | 9 | R | H  | E |
| ---------------- | - | - | - | - | - | - | - | - | - | - | -- | - |
| 統一ライオンズ   | 1 | 0 | 0 | 0 | 0 | 0 | 6 | 0 | 2 | 9 | 14 | 0 |
| チャイナスターズ | 2 | 1 | 0 | 0 | 1 | 0 | 0 | 0 | 1 | 5 | 16 | 0 |

1. 勝利：フィゲロア（1勝）
2. 敗戦：徐錚（1敗）
3. 本塁打
統一：陳連宏1号、陽森1号、陳連宏2号
4. *開始 12時02分  観衆 2,978人  時間 3時間40分
  - 審判 球審＝津川（NPB） 塁審＝金炳柱（KBO）、真鍋（NPB）、文勝勳（KBO）

- オーダー

[統一]
- 1（捕）高志綱
- 2（左）潘武雄
- 3（三）ブリトー
- 4（一）高國慶
- 5（右）劉芙豪
- 6（指）陳連宏
- 7（二）陽森
- 8（遊）許聖杰
  - 打 施金典
  - 遊 陽東益
  - 打 郭岱琦
  - 走遊 王子菘
- 9（中）楊松弦

[チャイナ]
- 1（中）孫嶺峰
- 2（指）侯鳳連
- 3（左）張洪波
- 4（一）賈昱冰
- 5（遊）張玉峰
- 6（右）馮飛
- 7（三）孫煒
- 8（二）劉広標
- 9（捕）張振旺
  - 打 李磊

- 投手
  - 統一： ○フィゲロア－蔡士勤－曾翊誠
  - チャイナ： 卜濤－陳坤－●徐錚－王培－于磊－郭有華
- 試合経過

7回表、統一は3点ビハインドから1点を返した後、陳連宏の逆転満塁本塁打で一気に流れを引き寄せ、続く陽森にも二者連続となるソロ本塁打が飛び出し、一挙6点を奪う猛攻。9回にも陳連宏が2打席連続となる2ランを放ち、試合を決定付けた。チャイナは統一を上回る16安打を放ち、打線に繋がりを見せたものの、継投策に失敗。3番手の徐錚が打ち込まれ、リードを守れなかった。両チーム合わせた塁打数は30でこれはアジアシリーズ記録である。

#### Game 2（第1日）
- 11月8日 ●中日ドラゴンズ 3－6 SKワイバーンズ○

|                | 1 | 2 | 3 | 4 | 5 | 6 | 7 | 8 | 9 | R | H | E |
| -------------- | - | - | - | - | - | - | - | - | - | - | - | - |
| SKワイバーンズ | 0 | 0 | 0 | 1 | 0 | 2 | 3 | 0 | 0 | 6 | 8 | 0 |
| 中日ドラゴンズ | 0 | 0 | 0 | 0 | 0 | 0 | 2 | 1 | 0 | 3 | 6 | 2 |

1. 勝利：金廣鉉（1勝）
2. 敗戦：中田（1敗）
3. 本塁打
中日：井上1号
4. *開始 18時05分   観衆 19,095人  時間 3時間34分
  - 審判 球審＝張展栄（CPBL） 塁審＝陳明高（CBL）、蘇建文（CPBL）、劉志鋼（CBL）

- オーダー

[SK]
- 1（遊）二 鄭根宇
- 2（左）趙東和
  - 打 李宰元
  - 走左 朴哉相
- 3（指）金宰炫
- 4（一）李昊俊
  - 一 朴正権
- 5（右）李晋暎
- 6（中）朴栽弘
  - 中 金江珉
- 7（二）鄭慶培
  - 遊 羅州煥
- 8（捕）朴勁完
- 9（三）崔廷

[中日]
- 1（二）荒木
- 2（遊）井端
- 3（三）森野
- 4（指）中村紀
- 5（右）李炳圭
- 6（一）新井
  - 打 上田
- 7（捕）谷繁
  - 捕 小田
  - 打 立浪
- 8（左）中村公
  - 打左 井上
- 9（中）平田

- 投手
  - SK： ○金廣鉉－曺雄天－賈得焔－鄭大炫
  - 中日： ●中田－鈴木－高橋－石井
- 試合経過

SKは4回表、一死二塁から新井のタイムリー失策で先制し、6回表には森野の失策をきっかけに、2安打で2得点。7回表には二死二塁から内野送球がそれる間に4点目を奪い、さらに捕逸も絡んで、ダメ押しとなる合計3得点を挙げた。中日打線は、SK先発の金廣鉉に沈黙。初回、一死一・三塁の先制機を併殺打で潰すと、6回まで僅か3安打。7回裏に金廣鉉がマメを潰して降板した後、2番手の曺雄天から井上の2ラン、8回裏には井端の犠飛で3点目を返したが、反撃もここまでだった。アジアシリーズでの日本代表チームの敗戦はこれが初である。
- リュ・シウォン（韓国の俳優、タレント）が始球式を行った。

#### Game 3（第2日）
- 11月9日 ○SKワイバーンズ 13－0 チャイナスターズ●

|                  | 1 | 2 | 3 | 4 | 5 | 6 | 7 | R  | H  | E |
| ---------------- | - | - | - | - | - | - | - | -- | -- | - |
| チャイナスターズ | 0 | 0 | 0 | 0 | 0 | 0 | 0 | 0  | 4  | 3 |
| SKワイバーンズ   | 0 | 1 | 4 | 1 | 3 | 4 | x | 13 | 10 | 0 |

1. （大会規定により7回コールド）
2. 勝利：ロマノ（1勝）
3. 敗戦：陳俊毅（1敗）
4. *開始 12時31分   観衆 2,547人  時間 2時間28分
  - 審判 球審＝真鍋（NPB） 塁審＝蘇建文（CPBL）、丹波（NPB）、江春緯（CPBL）

- オーダー

[チャイナ]
- 1（中）孫嶺峰
  - 打中 王超
- 2（指）侯鳳連
- 3（左）張洪波
  - 打左 李磊
- 4（一）賈昱冰
  - 一 陳彪
- 5（遊）張玉峰
  - 遊 張伏佳
- 6（右）馮飛
- 7（三）孫煒
  - 三 賈德龍
- 8（二）劉広標
- 9（捕）張振旺
  - 捕 金利民

[SK]
- 1（遊）二 鄭根宇
  - 打二 金東建
- 2（左）右 趙東和
- 3（指）金宰炫
  - 打指 李宰元
- 4（一）李昊俊
  - 一 朴正権
- 5（右）李晋映
  - 打中 金江珉
- 6（中）朴栽弘
  - 走左 朴哉相
- 7（二）鄭慶培
  - 走遊 羅州煥
- 8（捕）朴勁完
  - 打捕 鄭相昊
- 9（三）崔廷

- 投手
  - チャイナ： ●陳俊毅－張雲峰－劉凱－張力
  - SK： ○ロマノ－金京泰－金圓衡
- 試合経過

SKが2回裏に1点を先制すると、3回裏には李昊俊のタイムリー安打などで一挙4点を奪い、その後も毎回得点を重ねた。ＳＫ先発のロマノは5回を被安打3・無失点の好投、後続のリリーフ陣も無失点で繋ぐ完封リレーでチャイナ打線を抑え込んだ。

#### Game 4（第2日）
- 11月9日 ●統一ライオンズ 2－4 中日ドラゴンズ○

|                | 1 | 2 | 3 | 4 | 5 | 6 | 7 | 8 | 9 | R | H | E |
| -------------- | - | - | - | - | - | - | - | - | - | - | - | - |
| 中日ドラゴンズ | 0 | 0 | 1 | 0 | 1 | 0 | 1 | 0 | 1 | 4 | 8 | 1 |
| 統一ライオンズ | 0 | 1 | 0 | 0 | 0 | 0 | 1 | 0 | 0 | 2 | 9 | 2 |

1. 勝利：朝倉（1勝）
2. セーブ：岩瀬（1Ｓ）
3. 敗戦：潘威倫（1敗）
4. *開始 18時32分   観衆 11,167人  時間 3時間28分
  - 審判 球審＝文勝勳（KBO） 塁審＝劉志鋼（CBL）、金豊気（KBO）、王衛武（CBL）

- オーダー

[中日]
- 1（二）荒木
- 2（遊）井端
- 3（三）森野
- 4（一）中村紀
- 5（右）李炳圭
- 6（指）井上
- 7（左）中村公
  - 左 上田
- 8（捕）谷繁
- 9（中）藤井
  - 打 立浪
  - 走中 平田

[統一]
- 1（二）陽森
  - 打 高政華
- 2（中）潘武雄
  - 打 黄甘霖
- 3（三）ブリトー
- 4（一）高國慶
- 5（右）劉芙豪
- 6（指）陳連宏
- 7（左）郭岱琦
- 8（捕）高志綱
- 9（遊）許聖杰
  - 打 楊博超
  - 遊 陽東益
  - 打 楊松弦
  - 遊 王子菘

- 投手
  - 中日： ○朝倉－久本－平井－岡本－Ｓ岩瀬
  - 統一： ●潘威倫－マンロー－林岳平－潘俊榮
- 試合経過

。1－1で迎えた5回表、中日は一死満塁の好機から井端の犠飛で勝ち越しに成功。7回表には井端の内野安打の間に、荒木が好走塁で本塁を陥れて貴重な追加点。9回表にも井端がこの試合2本目の犠飛で突き放した。中日先発の朝倉は制球に苦しみながらも要所を締め、6回を1失点に抑える。7回からはお家芸の継投策で、統一の反撃を7回裏の1点に抑えた。統一先発の潘威倫は6回を2失点に抑えたが、中継ぎ陣が踏ん張りきれず、打線も中日を上回る9安打を放ちながら、決定打が出なかった。
- ピーター・ホー（台湾の俳優、歌手）が始球式を行った。

#### Game 5（第3日）
- 11月10日 ○中日ドラゴンズ 9－1 チャイナスターズ●

|                  | 1 | 2 | 3 | 4 | 5 | 6 | 7 | 8 | 9 | R | H  | E |
| ---------------- | - | - | - | - | - | - | - | - | - | - | -- | - |
| チャイナスターズ | 1 | 0 | 0 | 0 | 0 | 0 | 0 | 0 | 0 | 1 | 4  | 3 |
| 中日ドラゴンズ   | 0 | 0 | 0 | 0 | 1 | 0 | 2 | 6 | x | 9 | 10 | 0 |

1. 勝利：小笠原（1勝）
2. 敗戦：呂建剛（1敗）
3. 本塁打
中日：井上2号、荒木1号
4. *開始 12時01分   観衆 12,633人  時間 2時間42分
  - 審判 球審＝江春緯（CPBL） 塁審＝金豊気（KBO）、張展栄（CPBL）、金炳柱（KBO）

- オーダー

[チャイナ]
- 1（中）孫嶺峰
  - 打 王超
- 2（指）候鳳連
- 3（左）張洪波
  - 打 賈德龍
- 4（一）賈昱冰
- 5（遊）張玉峰
- 6（右）馮飛
- 7（三）孫煒
- 8（二）劉広標
- 9（捕）張振旺

[中日]
- 1（二）荒木
- 2（遊）井端
- 3（三）森野
- 4（一）中村紀
- 5（右）李炳圭
- 6（指）井上
  - 打指 新井
- 7（左）中村公
  - 捕 清水将
- 8（捕）小田
  - 打 立浪
  - 走左 上田
- 9（中）藤井

- 投手
  - チャイナ： ●呂建剛－陳坤－王培－張力
  - 中日： ○小笠原－鈴木－高橋
- 試合経過

中日は0－1で迎えた5回裏に井上のソロ本塁打で追いつき、6回裏には荒木のソロ本塁打などで勝ち越しに成功。7回裏には打者11人・7本の長短打を集中させて6点を奪い、一気に突き放した。先発・小笠原は2回からは本来の制球を取り戻し、7回を被安打3・1失点の好投を見せた。中日は終盤の猛攻で勝利し、2勝1敗で予選リーグを終えた。
チャイナは初回、賈昱冰の犠飛で先制し、先発の呂建剛も5回途中まで、古巣・中日をノーヒット1与四球に抑える投球を見せたが、中盤に3点を失って7回裏一死で降板すると、後続のリリーフ陣が打ち込まれた。チャイナは0勝3敗で予選リーグ敗退。念願のアジアシリーズ初勝利は、またしても成し遂げられなかった。
- 「2007年日中文化・スポーツ交流年」の公式行事の一環として開催された。

#### Game 6（第3日）
- 11月10日 ○SKワイバーンズ 13－1 統一ライオンズ●

|                | 1 | 2 | 3 | 4 | 5 | 6 | 7 | R  | H  | E |
| -------------- | - | - | - | - | - | - | - | -- | -- | - |
| 統一ライオンズ | 0 | 0 | 0 | 0 | 1 | 0 | 0 | 1  | 6  | 1 |
| SKワイバーンズ | 2 | 6 | 3 | 2 | 0 | 0 | x | 13 | 12 | 0 |

1. （大会規定により7回コールド）
2. 勝利：蔡秉龍（1勝）
3. 敗戦：マンロー（1敗）
4. 本塁打
統一：楊松弦1号
SK：朴勁完1号
5. *開始 18時01分   観衆 7,290人  時間 2時間31分
  - 審判 球審＝陳明高（CBL） 塁審＝丹波（NPB）、王衛武（CBL）、津川（NPB）

- オーダー

[統一]
- 1（中）楊松弦
- 2（左）潘武雄
- 3（二）陽森
- 4（一）高國慶
- 5（右）劉芙豪
- 6（指）陳連宏
- 7（三）施金典
- 8（捕）高志綱
  - 捕 高政華
- 9（遊）王子菘
  - 打 楊博超

[SK]
- 1（遊）鄭根宇
  - 打右 李晋映
- 2（中）左 趙東和
- 3（指）金宰炫
- 4（一）李昊俊
  - 一 朴正権
- 5（右）朴栽弘
  - 遊 羅州煥
- 6（左）朴哉相
  - 打中 金江珉
- 7（二）鄭慶培
- 8（捕）朴勁完
  - 捕 鄭相昊
- 9（三）崔廷

- 投手
  - 統一： ●マンロー－林正豐－顔淳浩－曹竣揚－沈柏蒼
  - SK： ○蔡秉龍－宋恩範－尹吉鉉
- 試合経過

SKは初回に李昊俊のタイムリー安打などで2点を先制すると、2回裏には打者10人の猛攻、朴勁完の本塁打など5本の長短打に四死球やバッテリーエラーも絡んで一挙6点を奪い、この時点で勝負の行方は決まったも同然だった。SKはなおも攻撃の手を緩めず、3回裏・4回裏にも追加点を挙げ、結局13点を奪って7回コールド、統一を圧倒した。統一は先発のマンローが大誤算。1回0/3で被安打8・8失点でKO。打線も5回表に楊松弦の本塁打で1点を返すにとどまった。

### 決勝戦
- 11月11日 ●SKワイバーンズ 5－6 中日ドラゴンズ○

|                | 1 | 2 | 3 | 4 | 5 | 6 | 7 | 8 | 9 | R | H | E |
| -------------- | - | - | - | - | - | - | - | - | - | - | - | - |
| 中日ドラゴンズ | 0 | 1 | 0 | 0 | 2 | 2 | 0 | 0 | 1 | 6 | 7 | 1 |
| SKワイバーンズ | 2 | 0 | 0 | 0 | 0 | 1 | 0 | 2 | 0 | 5 | 8 | 1 |

1. 勝利：鈴木（1勝）
2. セーブ：岩瀬（2Ｓ）
3. 敗戦：ロマノ（1勝1敗）
4. 本塁打
中日：井上3号、李炳圭1号
SK：金宰炫1号、李晋暎1号
5. *開始 18時14分   観衆 21,091人  時間 3時間51分
  - 審判 球審＝蘇建文（CPBL） 塁審＝陳明高（CBL）、張展栄（CPBL）、劉志鋼（CBL）

- オーダー

[中日]
- 1（二）荒木
- 2（遊）井端
- 3（三）森野
- 4（一）中村紀
- 5（右）李炳圭
- 6（指）井上
- 7（捕）谷繁
- 8（左）中村公
  - 打左 上田
- 9（中）藤井

[SK]
- 1（遊）鄭根宇
- 2（左）趙東和
  - 打左 朴哉相
  - 打 李宰元
- 3（指）金宰炫
- 4（一）李昊俊
  - 走一 朴正権
- 5（右）李晋暎
- 6（中）朴栽弘
  - 走中 金江珉
- 7（二）鄭慶培
- 8（捕）朴勁完
- 9（三）崔廷

- 投手
  - 中日： 山井－岡本－○鈴木－Ｓ岩瀬
  - SK： レイボーン－金廣鉉－曺雄天－宋恩範－賈得焔－●ロマノ
- 試合経過

中日は初回に2点を先制された直後の2回表、井上のソロ本塁打で1点を返し、5回表には藤井のタイムリー安打などで2点を奪い逆転に成功。6回表には李炳圭の2ランが出て、試合の主導権を握ったかに見えた。先発の山井は7回を3失点にまとめて役割を果たすも、2点リードで迎えた8回裏に登板した2番手・岡本が二死から四球を与えると、次打者の李晋暎に同点2ランを浴びる誤算。9回表に、SK6番手のロマノから井端がタイムリー安打を放って勝ち越した中日は、その裏を守護神・岩瀬が3人で締めて、日本勢によるアジアシリーズ・3連覇を達成した。予選リーグ2位のチームが優勝するのは初めて。
SKは先発レイボーンが5回表に突如制球を乱し、この回途中で降板。その後は小刻みな継投策で中盤を乗り切り、打線も5番でスタメン起用の李晋暎が先制タイムリー安打と土壇場での同点本塁打を放つなど、随所で勢いを見せたが、最後に力尽きた。

## テレビ・ラジオ中継

### テレビ中継
- 日本戦は地上波で中継。また、J SPORTS（スカイパーフェクTV!・ケーブルテレビ）では全試合をJ sports Plusにて生中継した（後日、J sports 1･2･plus･ESPN全チャンネルにて再放送）。
- 11月8日(木曜日)
GAME1 チャイナスターズvs統一ライオンズ
  - J SPORTS 実況：加藤暁 解説：内藤尚行 ゲスト：木村公一 リポーター：谷口広明

GAME2 中日ドラゴンズvsSKワイバーンズ
  - TBS系列 実況：初田啓介<TBS> 解説：田淵幸一 ゲスト解説：上原浩治（読売ジャイアンツ）、村田修一（横浜ベイスターズ） ゲスト：リュ・シウォン（韓国の俳優・歌手。木曜夜10時「ジョシデカ!～女子刑事～」に出演） リポーター：戸崎貴広<TBS>、落合英二<CBC野球解説者>

視聴率は関東は9.4%、名古屋は18.7%。
  - J SPORTS 実況：島村俊治 解説：伊東勤(前・西武監督) ゲスト：木村公一 リポーター：節丸裕一
- 11月9日(金曜日)
GAME3 SKワイバーンズvsチャイナスターズ
  - J SPORTS 実況：谷口広明 解説：松沼博久 ゲスト：木村公一 リポーター：石原敬士

GAME4 中日ドラゴンズvs統一ライオンズ
  - テレビ朝日系列 実況：清水俊輔<EX> 解説：東尾修、栗山英樹 グランド解説：大塚光二 ゲスト解説：星野仙一(北京五輪野球日本代表監督)、宮本慎也（東京ヤクルトスワローズ、北京五輪野球日本代表） ナビゲーター：中居正広(SMAP、星野監督公認サポートキャプテン)  リポーター：中山貴雄<EX>、佐藤裕二<メーテレ>

視聴率は関東は8.4%、名古屋は19.2%。
  - J SPORTS 実況：大前一樹 解説：新浦壽夫(1984-86の3年間韓国三星に在籍) リポーター：加藤暁
- 11月10日(土曜日)
GAME5 中日ドラゴンズvsチャイナスターズ
  - 日本テレビ系列(録画放映) 実況：新谷保志<NTV> 解説：堀内恒夫、野村謙二郎 リポーター：佐藤啓<CTV>

視聴率は関東は7.4%、名古屋は13.6%
  - J SPORTS 実況：石原敬士 解説：大塚光二 リポーター：谷口広明、大前一樹

GAME6 SKワイバーンズvs統一ライオンズ
  - J SPORTS 実況：大前一樹 解説：新浦壽夫 ゲスト：木村公一 リポーター：節丸裕一
- 11月11日(日曜日)
GAME7 優勝決定戦 SKワイバーンズvs中日ドラゴンズ
  - J SPORTS 実況：節丸裕一 解説：伊東勤 ゲスト：木村公一 リポーター：大前一樹
  - 日本テレビ系列 実況：平川健太郎<NTV> 解説：水野雄仁、野村謙二郎 リポーター：上重聡<NTV>、佐藤啓<CTV>

視聴率は関東は10.2%、名古屋は24.9%。

### 備考
- この年も3年続けて日本テレビ系列、テレビ朝日系列、TBS系列、J SPORTSの4局が中継を担当。
- 地上波では、前年に引き続き、日本テレビが2年連続で決勝戦の中継を担当した。
- また、2005年以降毎年中継してきた地上波各局はこの年を最後に中継から撤退（同じくして大会オフィシャルスポンサーのコナミも撤退）した。

### ラジオ中継
- 11月11日 Game7 優勝決定戦 SKワイバーンズvs中日ドラゴンズ
  - TBSラジオ、CBCラジオ(JRN)
実況：戸崎貴広<TBS> 解説：牛島和彦 ゲストコメンテーター：室井昌也(韓国プロ野球ジャーナリスト) リポーター：清水大輔<TBS>